# Profezie sul 21 dicembre 2012

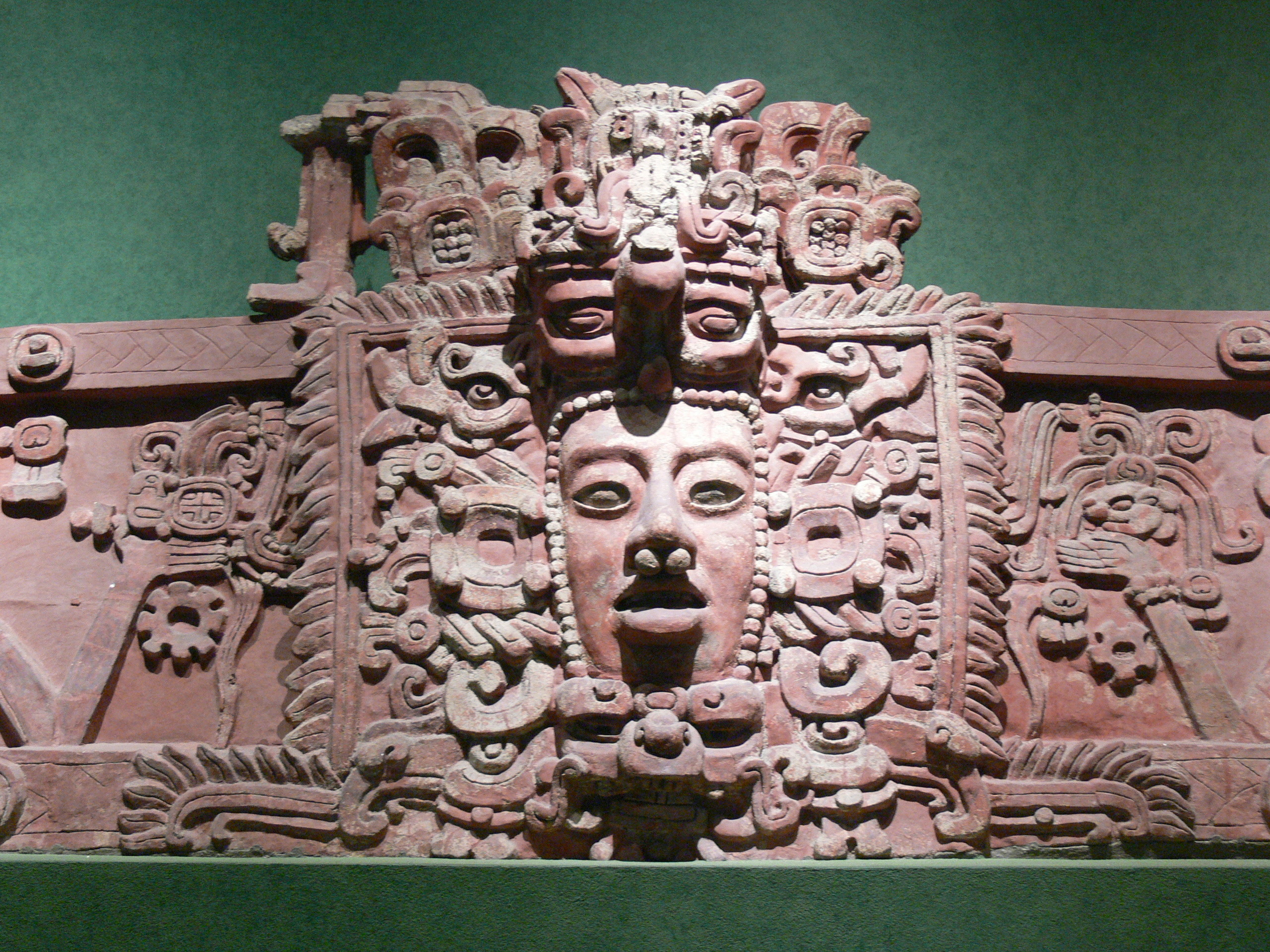
Maschera maya

Il 21 dicembre 2012 è stata la data del calendario gregoriano nella quale, secondo alcune credenze e profezie, si sarebbe dovuto verificare un evento, di natura imprecisata e di proporzioni planetarie, capace di produrre una significativa discontinuità storica con il passato: una qualche radicale trasformazione dell'umanità in senso spirituale oppure la fine del mondo. L'evento tanto atteso veniva collegato temporalmente alla fine del tredicesimo ciclo (baktun) del calendario maya.
Nessuna di queste credenze ha mai avuto alcun fondamento scientifico e furono più volte smentite dalla comunità geofisica e astronomica. Anche la maggioranza degli studiosi della storia dei Maya confutò queste affermazioni.

## Il calendario maya
I Maya, come altre culture mesoamericane, misuravano il tempo utilizzando un sistema di tre calendari. I giorni erano organizzati attraverso un calendario religioso rituale della durata di 260 giorni (chiamato Tzolkin), suddiviso in trecene (periodi temporali di 13 giorni) e utilizzato prevalentemente a scopo divinatorio, e un calendario solare di 365 giorni (Haab'), suddiviso in 18 periodi di 20 giorni ciascuno.
I Maya non contavano gli anni; tuttavia, le date di questi due calendari erano combinate tra loro per dare luogo a cicli di 18 980 giorni (~52 anni) per un totale di 52 cicli diversi ricorrenti. Un ulteriore calendario, il cosiddetto Lungo computo, calcolava, invece, il tempo trascorso dalla data della creazione del mondo secondo la mitologia maya (che, secondo la correlazione con il calendario gregoriano seguita dalla maggior parte degli storici mesoamericani e conosciuta come correlazione di Goodman-Martinez-Thompson, corrisponderebbe all'11 agosto 3114 a.C. del calendario gregoriano). Questo calendario, a differenza dei precedenti, era progressivo e suddivideva il tempo in cicli non ricorrenti (b'ak'tun) della durata di 144 000 giorni, suddivisi a loro volta, su base vigesimale (base 20) e base 18, in 4 ulteriori sottocicli. Il 20 dicembre 2012 è terminato il 13º b'ak'tun (12.19.19.17.19 nella notazione originale del calendario) a cui è seguito, il 21 dicembre 2012, il 14º b'ak'tun (13.0.0.0.0).
Secondo il Popol Vuh - uno dei principali documenti storici sul corpus mitologico dei Maya - il Lungo computo attuale è solo il quarto in ordine di tempo, poiché gli dei avrebbero distrutto le tre precedenti creazioni ritenendole fallimentari. La terza creazione fu distrutta al termine del 13º b'ak'tun (12.19.19.17.19), una data che sarebbe ritornata nuovamente alla fine del 2012. Questa circostanza, assieme a un riferimento epigrafico sul "Monumento 6" di Tortuguero - un sito archeologico maya situato nella parte sud-occidentale dello Stato di Tabasco in Messico - è stata alla base del fenomeno New Age che associava un evento di significativa discontinuità storica alla data summenzionata.

## Profezie
Sulla base di interpretazioni di impronta prevalentemente New Age, furono formulati due diversi scenari sulla corrispondenza di questa data: o con eventi quali la fine del mondo oppure con trasformazioni radicali del mondo stesso come l'inizio dell'Era dell'Aquario, un periodo di pace globale e profonda evoluzione spirituale.
A occuparsi direttamente della fine del calendario maya furono alcuni studiosi e scrittori riconducibili al movimento New Age. Il primo di essi fu Frank Waters che nel 1975 in Mexico Mystique ipotizzò che alla fine del tredicesimo baktun il mondo sarebbe stato distrutto da una serie di catastrofici terremoti. L’anno dopo fu il filosofo Terence McKenna, uno dei più importanti esponenti della cultura psichedelica americana, a spiegare in un libro scritto con il fratello Dennis, una complicata funzione matematica (Timewave Zero) che essi avevano elaborato quattro anni prima durante un viaggio in Amazzonia. L’espressione “Profezia Maya”, attualmente diventata di uso comune, si deve probabilmente proprio a "Le Profezie dei Maya. Alla scoperta dei segreti di una civiltà scomparsa", scritto nel 1995 da Adrian Gilbert e Maurice M. Cotterell. In questo libro i due scrittori descrivono molte teorie sui Maya non considerate dagli archeologi e ripropongono la tesi secondo cui furono gli Egizi e i sopravvissuti alla scomparsa di Atlantide a fondare le antiche civiltà dell’America Centrale.
Entrambi gli scenari profetizzati potevano definirsi apocalittici, tenendo conto del duplice significato del termine: o in senso figurato come devastazione totale, cataclisma rovinoso, disastrosa sciagura, o nel suo senso etimologico di rivelazione. Analogo distinguo è previsto dal termine "catastrofe", che infatti richiede una disambiguazione.
Sul "Monumento 6" di Tortuguero è presente un'iscrizione che contiene un riferimento alla data del 2012 come termine del 13 b'ahktun, e a un evento indeterminato che avrebbe coinvolto la divinità maya Bolon Yokte, associata in genere alla guerra e alla creazione. L'iscrizione è parzialmente illeggibile perché rovinata (da qui la indeterminatezza dell'evento citato) e la connessione con Bolon Yokte - che non viene citato - è stata ipotizzata dagli archeologi sulla base del fatto che il monumento è probabilmente dedicato a questa divinità. Da qui - questa volta nell'ambito New Age - fu ricavata la supposta profezia del 21 dicembre 2012; esistono tuttavia diverse altre tavolette che riportano date anche molto successive al 2012, cosa che fa ritenere che i Maya non pensassero a questo giorno come all'ultimo giorno del mondo.

## Confutazioni degli studiosi degli antichi Maya
La credenza degli eventi catastrofici nel giorno 21 dicembre 2012 o in vicinanza a esso, fu una supposizione considerata sbagliata dalla corrente principale degli studiosi degli antichi Maya, eppure fu comunemente citata nei mezzi di comunicazione di cultura popolare come il problema del 2012.
Secondo Sandra Noble, executive director della Foundation for the Advancement of Mesoamerican Studies, Inc. a Crystal River in Florida, «Considerare il 21 dicembre 2012 come un giorno del giudizio o un momento di cambiamento cosmico è un'invenzione assoluta e un'opportunità per molte persone di fare profitto.» La fine di un ciclo del calendario era infatti vista dal popolo Maya semplicemente come occasione di grandi celebrazioni per festeggiare l'ingresso nella nuova epoca, in questo caso il 14º b'ak'tun.

## Confutazioni scientifiche

### Astronomia

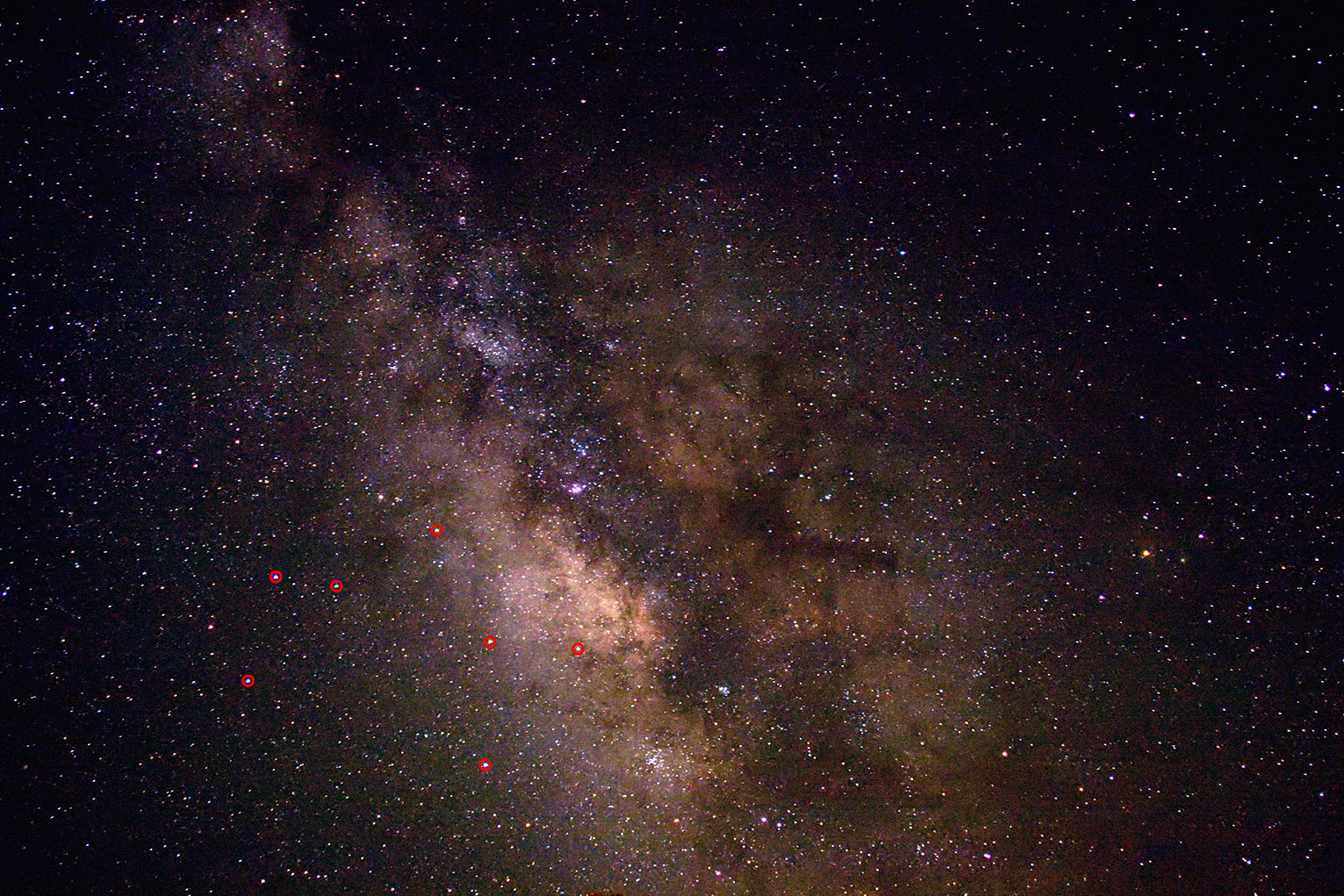
Il centro galattico osservato nel visibile in direzione della costellazione del Sagittario. Le stelle principali della costellazione sono indicate in rosso

#### Allineamento del Sole con il centro galattico
Osservato dalla Terra, il Sole si sposta in prossimità di una linea ideale (l'eclittica) che corrisponde alla proiezione in cielo del piano in cui giace l'orbita della Terra. I pianeti e la Luna orbitano su piani poco inclinati rispetto all'eclittica e anche loro, di conseguenza, appaiono in prossimità di essa se visti dalla Terra. Storicamente alle costellazioni che si posizionano a cavallo dell'eclittica è stato dato quindi un significato speciale e sono state raccolte nello zodiaco.
Nel corso dei secoli ci si è accorti che il periodo dell'anno di visibilità delle costellazioni dello zodiaco mutava. Ciò avviene a causa della cosiddetta precessione degli equinozi, moto di precessione dell'asse terrestre che determina uno spostamento di 1° circa ogni 72 anni. Conseguentemente, ogni 2 160 anni cambia la costellazione dello zodiaco visibile in corrispondenza del sorgere del Sole nel giorno dell'equinozio di primavera. Nella tradizione astrologica occidentale, ciò determina la fine di un'era astrologica e l'inizio della successiva. Attualmente ci troviamo nell'Era dei Pesci, la prossima sarà l'Era dell'Acquario. La durata complessiva del ciclo è di circa 26 000 anni.
Così come oggi l'equinozio di primavera si verifica nella costellazione dei Pesci, il solstizio d'inverno si verifica nella costellazione del Sagittario, dove si situa tra l'altro il centro della Via Lattea. Negli ultimi mille anni circa, di conseguenza, ogni anno nel giorno del solstizio d'inverno, la Terra, il Sole e il centro galattico si sono trovati quasi allineati (il migliore allineamento prospettico nel giorno del solstizio d'inverno è avvenuto il 21 dicembre 1998). A ogni modo, l'allineamento in sé non comporta alcun effetto per la Terra e il sistema solare, dal momento che rappresenta l'attraversamento di una linea ideale, come il confine tra due comuni.

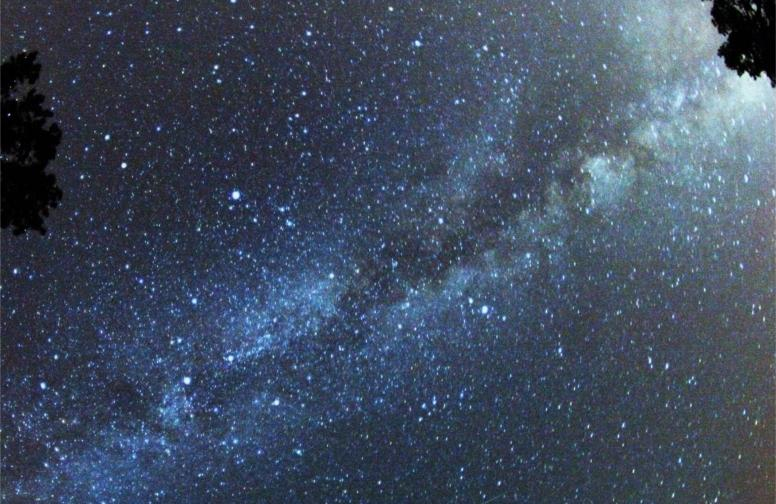
La Fenditura del Cigno, Xibalba be nella lingua dei Maya

John M. Jenkins verso la metà degli anni ottanta propose che l'allineamento galattico del 2012 potesse aver assunto un significato speciale entro le previsioni del calendario maya. Suggerì infatti che i Maya potessero aver basato il proprio calendario sull'osservazione della Fenditura del Cigno, affermò che essi sapevano che l'eclittica attraversava la Fenditura (la nebulosa termina all'altezza dell'equatore celeste) e che avessero dato a tale punto del cielo un significato speciale nella loro cosmologia. Ipotizzò dunque che l'allineamento del Sole e di tale punto sarebbe avvenuto nel giorno del solstizio d'inverno del 2012.
Anche con queste ulteriori restrizioni, l'allineamento indicato si verifica tuttavia nel giorno del solstizio d'inverno per un periodo di 36 anni e la convergenza di maggiore precisione è già avvenuta nel 1998. Numerosi studiosi e Jenkins stesso, inoltre, hanno fatto notare che non esiste alcuna prova concreta che i Maya conoscessero il fenomeno della precessione degli equinozi.

#### Allineamento planetario
Su La Stampa del 13 ottobre 2009 il giornalista Paolo Manzo cita impropriamente un allineamento «di Marte, Giove, Saturno, uno spettacolo astronomico senza precedenti», in corrispondenza della fatidica data. L'articolo non riporta o rinvia a nessuna fonte scientifica autorevole e attendibile, mentre né gli astronomi né le effemeridi (a cui si può accedere attraverso programmi di calcolo disponibili in rete) indicano alcuna congiunzione, anzi, predicono che i tre pianeti si troveranno in tre posizioni ben distinte se osservati dalla Terra, come è possibile desumere dalla seguente tabella che riporta le coordinate celesti per Marte, Giove e Saturno nel sistema di riferimento geocentrico equatoriale.
|                         | Marte                                | Giove                                | Saturno                              |
| ----------------------- | ------------------------------------ | ------------------------------------ | ------------------------------------ |
| Magnitudine apparente   | 1,20                                 | -2,78                                | 1,35                                 |
| 0:00 TU del 21-12-2012  | AR 19h 52m 25,53s Dec -22° 06′ 43,9″ | AR 04h 28m 40,98s Dec +21° 01′ 34,6″ | AR 14h 27m 16,74s Dec -12° 07′ 48,3″ |
| 4:00 TU del 21-12-2012  | AR 19h 52m 58,63s Dec -22° 05′ 15,6″ | AR 04h 28m 35,92s Dec +21° 01′ 25,4″ | AR 14h 27m 20,28s Dec -12° 08′ 04,0″ |
| 8:00 TU del 21-12-2012  | AR 19h 53m 31,72s Dec -22° 03′ 46,9″ | AR 04h 28m 30,87s Dec +21° 01′ 16,3″ | AR 14h 27m 23,80s Dec -12° 08′ 19,7″ |
| 12:00 TU del 21-12-2012 | AR 19h 54m 04,79s Dec -22° 02′ 17,8″ | AR 04h 28m 25,83s Dec +21° 01′ 07,2″ | AR 14h 27m 27,32s Dec -12° 08′ 35,3″ |
| 16:00 TU del 21-12-2012 | AR 19h 54m 37,87s Dec -22° 00′ 48,2″ | AR 04h 28m 20,80s Dec +21° 00′ 58,1″ | AR 14h 27m 30,83s Dec -12° 08′ 50,9″ |
| 20:00 TU del 21-12-2012 | AR 19h 55m 10,93s Dec -21° 59′ 18,2″ | AR 04h 28m 15,79s Dec +21° 00′ 49,1″ | AR 14h 27m 34,33s Dec -12° 09′ 06,4″ |
| 0:00 TU del 22-12-2012  | AR 19h 55m 43,99s Dec -21° 57′ 47,8″ | AR 04h 28m 10,80s Dec +21° 00′ 40,1″ | AR 14h 27m 37,83s Dec -12° 09′ 21,9″ |

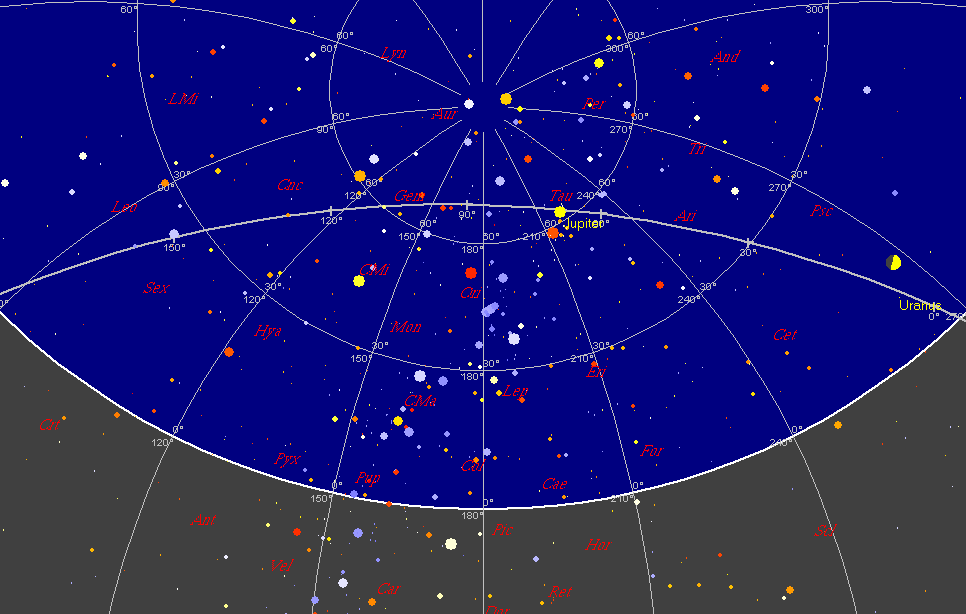
Il cielo alle 0 UTC del 21 dicembre 2012

Già nel maggio del 2000, in occasione di un allineamento planetario, si era sviluppato un senso di ansia nell'attesa dell'evento che aveva portato i principali organi di divulgazione scientifica statunitense a rilasciare comunicati che ne confermassero l'innocuità.

### Astrofisica

#### Inversione dei poli magnetici del campo terrestre
L'attività solare segue un andamento ciclico di undici anni. I periodi di intensa attività sono identificati dalla presenza di un elevato numero di macchie solari, a cui generalmente si associano altri fenomeni quali espulsioni di massa coronali le quali, se avvengono in direzione della Terra, danno luogo a quelle che sono state definite tempeste solari o geomagnetiche, disturbi temporanei della magnetosfera terrestre che possono manifestarsi in modo spettacolare attraverso aurore polari.
La magnetosfera terrestre funge da barriera protettiva e gli effetti sugli esseri viventi che abitano il pianeta sono ridotti. L'industrializzazione e l'espansione umana nello spazio, tuttavia, hanno reso questi fenomeni problematici anche per l'uomo, dal momento che possono danneggiare dispositivi elettronici in orbita e, in caso di tempeste di elevata intensità, interagire con le reti di trasmissione dell'energia elettrica e con la strumentazione degli aerei di linea.
Era stato previsto che il picco del 24º ciclo solare si sarebbe verificato nei mesi di aprile e maggio del 2013 e avrebbe raggiunto un'intensità inferiore al 23º, che si era appena concluso. A un'indicazione così precisa, tuttavia, si è potuti giungere solo dopo aver osservato il minimo dell'attività solare, verificatosi nel 2009; previsioni del 2007 avevano prospettato in effetti due scenari possibili: quello descritto, e un secondo in cui il picco si sarebbe verificato nel 2012 e sarebbe stato di intensità maggiore del precedente.
Alcune trasmissioni televisive hanno collegato questo secondo scenario con le profezie sul 21 dicembre 2012: in particolare è stata ipotizzata la possibilità che un picco di attività solare particolarmente intenso avrebbe potuto innescare una inversione dei poli magnetici terrestri con conseguenze disastrose e imprevedibili per la nostra società. Questa ipotesi, già di per sé di scarso fondamento scientifico, è stata comunque confutata dai fatti.

## Nella cultura di massa
- Nel penultimo episodio della nona stagione di X-Files viene rivelato che il 22 dicembre 2012 (il giorno successivo al giorno d'inizio del prossimo Lungo computo) è la data programmata da un popolo di alieni per invadere la Terra.
- Lo scrittore e ufologo Whitley Strieber ha pubblicato nel 2007 un romanzo fantascientifico dal titolo 2012: The War for Souls, distribuito in Italia col titolo 2012. L'Apocalisse.[38] Del libro è previsto un adattamento cinematografico a cura del regista Michael Bay.[39]
- Nel videogioco della Ubisoft del 2012, Assassin's Creed III, il protagonista deve evitare che accada la tempesta solare per il 21 dicembre 2012.
- 7_"<<
- Il fenomeno è stato oggetto di diversi adattamenti cinematografici: 
  - 2012 - L'avvento del male, regia di Brian Trenchard-Smith (2001)<
  - [2012 - Doomsday, regista Nick Everhart (2008)
  - 2012, regia di Roland Emmerich (2009)8<<
  - 21-12-2012 La profezia dei Maya, regia di Jason Bourque (2011)
  - Cercasi amore per la fine del mondo, regia di Lorene Scafaria (2012)

- Documentari:
  - Maya 2012 – la fine del mondo (2007)
  - Profezie Maya e Cerchi nel grano (2008)
  - 2012. Mito, scienza o finzione? (2010)
  - Maya: il vero giorno del Giudizio (2012)
  - 2012, la profezia Maya (2012)

- Canzoni:
  - Caparezza, La fine di Gaia, dall'album Il sogno eretico (2011)
  - Baustelle, Maya colpisce ancora, dall'album Fantasma (2013)
  - Chiara Galiazzo, Non avevano ragione i Maya, dall'album  Bonsai (2020)
  - Elio e le Storie Tese, Sta Arrivando la Fine del Mondo, dall'omonimo singolo (2012)